# Julia Donaldson
Julia Catherine Donaldson, född 16 september 1948 i London, är en engelsk författare, dramatiker och artist.

## Biografi
Donaldson (född Shields) växte upp i Hampstead, London, med sin yngre syster Mary. Hennes föräldrar, James (alltid kallad Jerry) och Elizabeth, träffades strax före andra världskriget, som sedan separerade dem i sex år. Jerry, som hade studerat filosofi, politik och ekonomi vid Oxford University, tillbringade större delen av kriget i ett krigsfångeläger där hans kunskaper i tyska gav honom uppdrag som tolk. Elizabeth, också hon tysktalande med en examen i språk, gjorde under krigstiden tjänst i Wrens (Women's Royal Naval Service).
När Donaldson var sex år drabbades hennes far av polio och var därefter rullstolsburen, men levde fortfarande ett aktivt liv, och arbetade som lektor i Maudsley Hospital's Institute of Psychiatry, där han genomförde genetiska studier av enäggstvillingar som växt upp åtskilda.
Poesi spelade en stor i Donaldson tidiga liv och hon fick boken Thousand Poems av sin far när hon var bara fem år gammal. Försedd med en bra språkkänsla, lärde hon franska och tyska i skolan och lärde sig senare italienska under ett sommarjobb hos en familj i Neapel, så väl att hon vid en ålder av 19 år hade ett bra grepp om alla tre språken.
Donaldson studerade drama och franska vid Bristol University (1967–1970), och tog där sin examen. Under sin tid på universitetet medverkade hon i institutionens produktioner och lärde sig spela gitarr. Tillsammans med kamrater deltog hon i framträdanden och turnéer med en sånggrupp i både England och Frankrike.
Tillsammans med Malcolm Donaldson bildade Julia Donaldson 1969 ett team som började ge kabaréer för tillfälliga universitetsevenemang, och 1970 besökte de USA och gjorde en resa med Greyhoundbuss från öst- till västkusten och gjorde framträdande i Seattle och San Francisco. Vid återkomsten till England spelade duon på restauranger och började delta i evenemang som Barnens Dag på Crystal Palace, Easter Parade i London och en tandläkarkongressmiddag – med av Julia Donaldson komponerade låtar speciellt för dessa tillfällen.

## Författarskap
År 1971 började Donaldson arbeta i London på Michael Josephs förlag som sekreterare till Anthea Joseph, men fick också stort utrymme som juniorredaktör. På helgerna deltog hon och Malcolm Donaldson i Bristol Street Theatre, en grupp av huvudsakligen forskarstuderande inspirerade av dramatikern David Illingworth. Detta skulle få en bestående effekt på Donaldsons samspel med barn i sina egna föreställningar som en etablerad barnboksförfattare.
Paret gifte sig i september 1972 och i augusti 1974 flyttade de till Brighton där Julia hade utsetts till redaktör på Robert Tyndall, ett litet bokförlag. Strax före detta hon hade skickat en tape med låtar till BBC:s Barn-TV, och mellan 1974 och 1978 skrev hon regelbundet för programmet Play Away.
Donaldson är mest känd för sina populära rimmade berättelser för barn, i synnerhet de som illustreras av Axel Scheffler, som omfattar Gruffalon, Room on the  Broom och Stick Man. De två har tillsammans även skapat ett par böcker om den lilla draken Zog (omdöpt till Zogg i senare svenska upplagor). Efter att ursprungligen ha skrivit sånger för barn-tv har hon koncentrerat sig på att skriva böcker sedan orden i en av hennes låtar, "A Squash and a Squeeze", gjordes till en barnbok 1993. Av hennes 184 publicerade arbeten, är 64 allmänt tillgängliga i bokhandeln. De återstående 120 är avsedda för användning i skolor och inkluderar hennes Songbirds phonic reading scheme, som är en del av Oxford Reading Tree. Ett stort antal av hennes böcker har översatts till svenska, framförallt av Lennart Hellsing.
Flera av böckerna har animerats för tv. Av dessa har The Gruffalo och Room on the Broom oscarnominerats 2011 respektive 2014 som bästa animerade kortfilm (båda med regi av Max Lang) och den förstnämnda nominerades även till BAFTA i samma kategori 2010. Båda filmatiseringarna har vunnit, eller nominerats till, flera andra filmpriser, liksom The Snail and the Whale (även denna i regi av Lang).

### Verk
| År   | Titel                                               | Illustratör         | Svensk översättning                                                            |  |
| ---- | --------------------------------------------------- | ------------------- | ------------------------------------------------------------------------------ |  |
| 1993 | A Squash and a Squeeze                              | Axel Scheffler      | När stugan är trång som en skokartong (Harriet Alfons 1993 ISBN 9150211161)    |  |
| 1998 | Books and Crooks (skådespel)                        |                     |                                                                                |  |
| 1999 | The Gruffalo                                        | Axel Scheffler      | Gruffalon (Lennart Hellsing, 1999 ISBN 9177128842)                             |  |
| 2000 | Monkey Puzzle                                       | Axel Scheffler      | Var är mamma? (Lennart Hellsing 2000 ISBN 9177129563)                          |  |
| 2000 | Hide and Seek Pig (Tales from Acorn Wood)           | Axel Scheffler      | Grisen och hönan (Lennart Hellsing 2000 ISBN 9177129792)                       |  |
| 2000 | Postman Bear (Tales from Acorn Wood)                | Axel Scheffler      | Björnens brev (Lennart Hellsing 2000 ISBN 9150100157)                          |  |
| 2000 | Fox's Socks (Tales from Acorn Wood)                 | Axel Scheffler      | Rävens sockor (Lennart Hellsing 2000 ISBN 9177129822)                          |  |
| 2000 | Rabbit's Nap (Tales from Acorn Wood)                | Axel Scheffler      | Kaninens tupplur (Lennart Hellsing 2000 ISBN 9150100165)                       |  |
| 2001 | Room on the Broom                                   | Axel Scheffler      | Kvastresan (Lennart Hellsing 2001 ISBN 9150100726)                             |  |
| 2002 | The Smartest Giant in Town                          | Axel Scheffler      | Den flottaste jätten i stan (Lennart Hellsing 2002 ISBN 9150101560)            |  |
| 2003 | Night Monkey, Day Monkey                            | Lucy Richards       | Hej och godnatt - vi har lekfnatt! (Marianne Lindfors 2013 ISBN 9789187033070) |  |
| 2003 | The Snail and the Whale                             | Axel Scheffler      | Snigeln och valen (Lennart Hellsing 2003, ISBN 9150102982)                     |  |
| 2003 | The Dinosaur's Diary                                |                     |                                                                                |  |
| 2004 | One Ted Falls Out of Bed                            | Anna Currey         |                                                                                |  |
| 2004 | The Gruffalo's Child                                | Axel Scheffler      | Lill-Gruffalon (Lennart Hellsing 2004 ISBN 9150104314)                         |  |
| 2004 | The Giants and the Joneses                          | Greg Swearingen     | Jätten Julina och människobarnen (Barbro Lagergren 2008 ISBN 9789150109528)    |  |
| 2004 | The Magic Paintbrush                                | Joel Stewart        | Den magiska penseln (Lennart Hellsing 2003 ISBN 9150102680)                    |  |
| 2004 | The Wrong Kind of Bark                              | Garry Parsons       |                                                                                |  |
| 2004 | Brick-a-Breck                                       | Philippe Dupasquier |                                                                                |  |
| 2004 | Bombs and Blackberries                              | Thomas Docherty     |                                                                                |  |
| 2004 | The Head in the Sand: A Roman Play                  | Ross Collins        |                                                                                |  |
| 2005 | Chocolate Mousse for Greedy Goose                   | Nick Sharratt       |                                                                                |  |
| 2005 | Charlie Cook's Favourite Book                       | Axel Scheffler      | Kalle Kroks bästa bok (Lennart Hellsing 2005 ISBN 9150105787)                  |  |
| 2005 | The Gruffalo Song and Other Songs                   | Axel Scheffler      |                                                                                |  |
| 2005 | The Quick Brown Fox Club                            | Lucy Richards       |                                                                                |  |
| 2005 | Sharing a Shell                                     | Lydia Monks         |                                                                                |  |
| 2005 | Spinderella                                         | Sebastien Braun     |                                                                                |  |
| 2005 | Wriggle and Roar                                    | Nick Sharratt       |                                                                                |  |
| 2005 | Crazy Mayonnaisy Mum                                | Nick Sharratt       |                                                                                |  |
| 2005 | Princess Mirror-Belle                               | Lydia Monks         |                                                                                |  |
| 2005 | Princess Mirror-Belle and the Magic Shoes           | Lydia Monks         |                                                                                |  |
| 2005 | Princess Mirror-Belle and the Flying Horse          | Lydia Monks         |                                                                                |  |
| 2006 | The Princess and the Wizard                         | Lydia Monks         |                                                                                |  |
| 2006 | Room on the Broom and Other Songs                   | Axel Scheffler      |                                                                                |  |
| 2006 | Rosie's Hat                                         | Anna Currey         |                                                                                |  |
| 2006 | Hippo Has a Hat                                     | Nick Sharratt       |                                                                                |  |
| 2006 | Play Time! A Selection of Plays                     |                     |                                                                                |  |
| 2007 | Follow the Swallow                                  | Martin Ursell       | Var är svalan? (Helena Olsson 2019 ISBN 9789188577313)                         |  |
| 2007 | Tiddler                                             | Axel Scheffler      | Lilla Spigg (Lennart Hellsing 2007 ISBN 9789150108354                          |  |
| 2007 | Tyrannosaurus Drip                                  | David Roberts       | Tyrannosaurus fjant (Anna Hermerén 2008 ISBN 9789173113090                     |  |
| 2008 | One Mole Digging a Hole                             | Nick Sharratt       |                                                                                |  |
| 2008 | Stick Man                                           | Axel Scheffler      | Herr Pinnemans äventyr (Lennart Hellsing 2008 ISBN 9789150109689)              |  |
| 2009 | Toddle Waddle                                       | Nick Sharratt       |                                                                                |  |
| 2009 | What the Ladybird Heard                             | Lydia Monks         |                                                                                |  |
| 2009 | Tabby McTat                                         | Axel Scheffler      | Kurre kommer bort (Lennart Hellsing 2009 ISBN 9789150111835)                   |  |
| 2009 | The Troll                                           | David Roberts       |                                                                                |  |
| 2009 | Running on the Cracks                               |                     |                                                                                |  |
| 2010 | Cave Baby                                           | Emily Gravett       |                                                                                |  |
| 2010 | Zog                                                 | Axel Scheffler      | Zog den lilla draken (Lennart Hellsing 2010 ISBN 9150112732)                   |  |
| 2011 | Freddie and the Fairy                               | Karen George        |                                                                                |  |
| 2011 | The Rhyming Rabbit                                  | Lydia Monks         |                                                                                |  |
| 2011 | The Highway Rat                                     | Axel Scheffler      | Den ruskiga rövarråttan (Lennart Hellsing 2011 ISBN 9789150113877)             |  |
| 2011 | The Gruffalo's Child and Other Songs                | Axel Scheffler      |                                                                                |  |
| 2011 | Jack and the Flumflum Tree                          | David Roberts       |                                                                                |  |
| 2011 | Opposites                                           | Axel Scheffler      | Motsatser (Anna Bogaeus 2012 ISBN 9789150114386                                |  |
| 2012 | Goat Goes to Playgroup                              | Nick Sharratt       |                                                                                |  |
| 2012 | The Singing Mermaid                                 | Lydia Monks         |                                                                                |  |
| 2012 | Superworm                                           | Axel Scheffler      | Supermasken (Lennart Hellsing 2012 ISBN 9789150114744)                         |  |
| 2012 | The Paper Dolls                                     | Rebecca Cobb        | Klippdockor (Gunnar Nirstedt 2019 ISBN 9789177816898                           |  |
| 2012 | The Snake Who Came to Stay                          | Hannah Shaw         | Pollys djurpensionat (Sofia Lindelöf 2013 ISBN 9789150219678                   |  |
| 2012 | Mr Birdsnest and the House Next Door                | Hannah Shaw         | Herr Fågelbo i huset bredvid (Sofia Lindelöf 2014 ISBN 9789150220346)          |  |
| 2013 | Sugarlump and the Unicorn                           | Lydia Monks         |                                                                                |  |
| 2013 | The Further Adventures of the Owl and the Pussy-cat | Charlotte Voake     |                                                                                |  |
| 2014 | The Flying Bath                                     | David Roberts       |                                                                                |  |
| 2014 | The Scarecrows' Wedding                             | Axel Scheffler      | Fågelskrämmornas bröllop (Ulf Stark 2014 ISBN 9789150116922)                   |  |
| 2015 | What the Ladybird Heard Next                        | Lydia Monks         |                                                                                |  |
| 2016 | The Detective Dog                                   | Sara Ogilvie        | Detektivhunden (Gunnar Nirstedt 2019 ISBN 9789178932320                        |  |
| 2016 | Princess Mirror-Belle and Prince Precious Paws      | Lydia Monks         |                                                                                |  |
| 2017 | Zog and the Flying Doctors                          | Axel Scheffler      | Zogg och de flygande doktorerna (Ulf Stark 2016 ISBN 9789150119206)            |  |
| 2017 | The Everywhere Bear                                 | Rebecca Cobb        | Nallen för alla (Gunnar Nirstedt 2019 ISBN 9789177817055                       |  |
| 2017 | The Ugly Five                                       | Axel Scheffler      | De fula fem (Ulf Stark 2017 ISBN 9789150119640)                                |  |
| 2018 | Animalphabet                                        | Sharon King-Chai    |                                                                                |  |
| 2018 | What the Ladybird Heard on Holiday                  | Lydia Monks         |                                                                                |  |
| 2018 | The Cook and the King                               | David Roberts       | Kocken och kungen (Sara Jonasson 2019 ISBN 9789177798255                       |  |
| 2019 | The Smeds and the Smoos                             | Axel Scheffler      | På rymmen i rymden (Johanna Thydell 2019 ISBN 9789150120769                    |  |
| 2020 | The Hospital Dog                                    | Sara Ogilvie        |                                                                                |  |

## Utmärkelser
Donaldson fick ett hedersdoktorat från Bristol University 2011, och ett annat från Glasgow University 2012. Hon tilldelades en MBE 2011 och en CBE 2019 för sina tjänster inom litteraturen.